# Martell (коньяк)
Martell (по-русски Марте́ль) — один из старейших коньячных домов. Основанный в 1715 году Жаном Мартелем (1694—1753), он принадлежит Martell Mumm Perrier-Jouët — дочерней компании французской группы производителей вин и крепких алкогольных напитков, Pernod Ricard.

## История
В 1715 году Жан Мартель, молодой предприниматель с острова Джерси, начал своё собственное дело в г. Коньяк на берегу реки Шаранты, основав один из самых первых коньячных домов. После его смерти в 1753 году его вдова, а затем двое сыновей и внук продолжили традицию мужа, отца и деда, наладив экспорт продукции, благодаря чему Martell стал коньяком номер один в Англии в 1814 году.
В 1831 году Martell произвела свой первый коньяк VSOP (Very Superior Old Pale) и продолжила его продвижение на международный рынок. Его слава распространялась по миру после первых экспортных поставок в Японию и на другие азиатские рынки, например в Индонезию, Вьетнам, Малайзию и Корею.
Cordon Bleu, созданный в 1912 году, считается самым знаменитым продуктом компании.
Коньяк Martell подавали на борту парохода «Куин Мэри» в 1936 году и даже на борту самолёта «Конкорд» в 1977 году.
В 1987 году Seagram приобрела французскую компанию-производитель за 1,2 млрд долларов.
С момента приобретения нескольких алкогольных напитков группы компаний Seagram в 2001 году Martell принадлежит Pernod Ricard — французской группе производителей алкогольных напитков.
В 2000-е годы Martell создала новые коньяки: Martell XO в 2005, Martell Création Grand Extra в 2007 — в бутылке, созданной художником по стеклу Сержем Мансо. В 2009 году Martell выпустила свой фирменный коньяк L’Or de Jean Martel. В 2011 году Martell расширила линейку своих «сверхпрестижных» продуктов, добавив в неё исключительный коньяк Martell Chanteloup Perspective — дань уважения мастерам коньячного производства и региону Шантелу.
В 2006 году Martell становится членом Комитета Кольбера — ассоциации, продвигающей французских производителей предметов роскоши на международном уровне.
В 2010 году коньячный дом Martell продлевает своё спонсорство с Версальским дворцом, начатое в 2007 году, поддержав реставрацию вестибюля королевы. В 2012 году был отпразднован 100-летний юбилей коньяка Martell Cordon Bleu, выпущенного Эдуардом Мартелем в 1912 году в отеле Hotel de Paris в Монако. Празднование состоялось в том же месте.

## Ноу-хау

### Бордери
Терруар Бордери обладает крю — почвой, отведённой под виноградники, которая считается наиболее престижной во всем регионе Коньяк благодаря своей исключительности и качеству о-де-ви — виноградных спиртов, производимых на ней. Основав свой дом, Жан Мартель стремился приобрести регион Бордери. Его виноград уньи блан придаёт коньякам богатство аромата, отмеченного привкусом цукатов и сладковато-пряными нотами.

### Дистилляция
Дом Martell разработал собственный метод дистилляции с помощью традиционных шарантских медных дистилляционных аппаратов. Дистилляция выполняется под наблюдением мастера коньячного производства, и в течение этого процесса используются технические приёмы и знания, передаваемые из поколения в поколения со времен Жана Мартеля.

### Выдержка
Для финальной стадии созревания дом Martell избрал мелкозернистые дубовые бочки. Когда созревание подходит к концу, под неусыпным наблюдением мастера происходит взятие проб о-де-ви, чтобы подготовить сырьё к купажированию, в результате которого будет создан коньяк.

## Продукция
Martell отбирает следующие крю из региона Коньяк: Бордери, Гран-Шампань, Пти-Шампань и Фэн-Буа.

### Martell VS
Создан более 150 лет назад (точная дата неизвестна) под названием Trois Étoiles (три звезды). Во вкусе этого коньяка присутствуют тона груши и банана. Martell VS обладает ароматом винограда и ванили. Предназначен для употребления как в «большом стакане», так и в составе коктейлей.

### Martell VSOP
Этот коньяк характеризуется золотисто-янтарным цветом. Аромат винограда сопровождается тонами дуба и ванили. Вкус с оттенками сладости. Возраст коньячных спиртов — не менее 4 лет.

### Martell Noblige
Возраст коньячных спиртов — 15—20 лет. Обладает ароматами с оттенками сушёных фруктов и дуба. Медовое послевкусие.

### Martell Cordon Bleu
Коньяк Martell Cordon Bleu был создан Эдуардом Мартелем в 1912 году. Характеризуется насыщенным золотисто-медным цветом и букетом, с тонами цветов и специй. Вкус с тонами фруктов и древесины дуба с нотками цукатов и имбиря.

### Martell XO
Martell XO — это купаж крю из Бордери и Гран-Шампани. Бутылка выполнена в форме арки. Цвет напитка — от золотисто-янтарного до цвета красного дерева. В аромате ощущаются тона сухофруктов. Во вкусе присутствуют тона ванили и миндаля, пряные оттенки сухих плодов. Возраст коньячных спиртов — 40—45 лет.

### Martell Chanteloup
Perspective Martell Chanteloup — это коньяк «экстра-класса»; некоторые из входящих в его состав о-де-ви выдерживаются несколько лет в погребах Шантелу.

### Martell Création Grand Extra
Создан мастером купажа Бруно Лемуаном, состоит из коньячных спиртов регионов Бордери и Гранд Шампань. Обладает букетом с тонами орехов, сухофруктов и какао. Вкус с оттенками чёрной смородины и жареных орехов. Возраст коньячных спиртов — 60—70 лет.

### Martell Cohiba
Составленный из коньячных спиртов 40—50-летней выдержки, этот коньяк узнаваем по цвету красного дерева с карамельными отблесками и букету с тонами апельсина, фундука и миндаля.

### L’Or de Jean Martell
L’Or de Jean Martell — это купажный коньяк из винограда, собранного в крю регионов Бордери и Гран-Шампань. В этом коньяке сочетаются более четырёхсот о-де-ви, некоторым из которых свыше ста лет.